# John McCall
John McCall (ur. w sierpniu 1985, zm. 27 marca 2004 w Durbanie) – północnoirlandzki rugbysta grający w trzeciej linii młyna, juniorski reprezentant Irlandii. Pierwszy irlandzki rugbysta, który zmarł podczas meczu reprezentacji kraju.
Cały okres edukacji szkolnej spędził w Royal School w Armagh planując rozpoczęcie studiów na wydziale architektury Queen’s University Belfast.
Występował w pierwszej drużynie Royal School rywalizującej w rozgrywanym od 1876 roku Ulster Schools' Cup. Był wyróżniającym się graczem tego zespołu w roku 2003, rok później zaś został jego kapitanem. Walnie przyczynił się do jego awansu do finału tych rozgrywek, a następnie dowodzona przez niego drużyna w Dniu Świętego Patryka zdobyła to trofeum pierwszy raz od 1977 roku. Jego postawa w tych meczach zyskała akceptację Alana Solomonsa, ówczesnego trenera Ulster Rugby, który planował wprowadzić go do seniorskiej drużyny, a także nagrodę dla najlepszego szkolnego gracza prowincji.
Pod koniec lat 2002 i 2003 z drużyną Ulster Schools wystąpił przeciwko szkolnym reprezentacjom angielskich hrabstw, zaś w roku 2004 był kapitanem tego zespołu w irlandzkich rozgrywkach międzyprowincjonalnych.
W lutym 2004 roku z kadrą U-19 zagrał przeciwko rówieśnikom z Walii. W dniu triumfu w Ulster Schools' Cup zawodnik otrzymał natomiast powołanie do reprezentacji narodowej na Mistrzostwa Świata U-19 w Rugby Union Mężczyzn 2004 rozpoczynające się dziesięć dni później w Południowej Afryce. Pierwszy mecz tych zawodów Irlandczycy rozgrywali z Nowozelandczykami. W połowie pierwszej części tego spotkania McCall przejął piłkę po wyrzucie z autu i po udanej na nim szarży odłożył ją w powstającym przegrupowaniu. Po przeniesieniu się akcji McCall pozostał nieruchomy na boisku i stracił przytomność. Gra na kilkanaście minut została wstrzymana, gdy udzielano mu pierwszej pomocy przed przewiezieniem go do St Augustine's Hospital, gdzie dwie godziny później stwierdzono zgon zawodnika. W wyniku przeprowadzonej sekcji zwłok lekarze stwierdzili, iż przyczyną zgonu była niewykryta wcześniej niewydolność serca.
W ceremonii pogrzebowej uczestniczyło ponad dwa tysiące osób, z przedstawicielami Irish Rugby Football Union oraz seniorskiej reprezentacji.
Był pierwszym irlandzkim rugbystą, który zmarł podczas meczu reprezentacji kraju. Jego śmierć przyczyniła się do wprowadzenia obowiązkowych badań serca wśród graczy podlegających regionowi Ulster Irish Rugby Football Union.
Podczas mistrzostw świata U-19 2007 na jego cześć ufundowano John McCall Fairplay Award, którą w imieniu reprezentacji Chile odebrał jej kapitan, Benjamin del Solar.
Jego wujem był Brian McCall, seniorski reprezentant Irlandii.